# Ímar
Ímar (... – 873 circa) è stato un capo vichingo-gaelico in Irlanda e Scozia negli anni seguenti all'850.
Alcuni studiosi scandinavi hanno proposto la sua identificazione con Ívarr Ragnarsson. È il capostipite della dinastia vichingo-gaelica degli Uí Ímair ed il fratello di Amlaíb Conung del quale fu co-reggente.
L'arrivo di Ímar in Irlanda data all'anno 857, quando raggiunse Dublino per riscuotere tributi per conto del fratello Amlaíb Conung (già attivo in Irlanda dal 853). Di lì a poco, Ímar e Amlaíb furono coinvolti in un prolungato conflitto con il Re supremo d'Irlanda, Máel Sechnaill mac Máele Ruanaid degli Uí Néill Meridionali, le cui terre erano a ridosso del longphort vichingo di Dublino. La causa del conflitto è incerta ma potrebbe essere scaturita dalla competizione per il controllo del Munster e delle sue risorse. Ímar si alleò contro Máel Sechnaill prima con Cerball mac Dúnlainge (morto 888) di Osraige e poi con Áed Findliath, altro Uí Néill rivale di Máel Sechnaill per il titolo di Re Supremo. Morto Máel Sechnaill nel 862, Ímar e ai suoi fratelli (ad Ímar e Amlaíb si unì un terzo fratello, Auisle, nel 863), chiamati "Re degli Stranieri" negli Annali, hanno proseguito nella lotta contro i vari piccoli re irlandesi nel tentativo di espandere la loro influenza. Si perdono le sue tracce negli anni dal 864 al 870 e cioè quando Ívarr Ragnarsson viene menzionato a capo della Grande armata danese attiva in Inghilterra. Solo nel 870 Ímar ricompare al fianco del fratello Amlaíb all'Assedio del Castello di Dumbarton (Scozia), vittoriosamente terminato in quattro mesi, nel teatro di una guerra portata dai due fratelli al Regno di Strathclyde. Alla morte di Ímar, nell'873, gli Annali lo ricordano quale "Rex Nordmannorum totius Hibernie & Brittanie, uitam finiuit" (it. "Re dei norreni di tutta Irlanda e Gran Bretagna"). Gli "Annali frammentari d'Irlanda" riportano che anche il padre di Ímar morì quell'anno e si ritiene che a quel tempo il loro territorio combinato comprendesse il Regno di Dublino, Man e le Isole Occidentali, le Isole Orcadi e vaste parti della costa scozzese settentrionale e occidentale tra cui Argyll, Caithness e Sutherland.

## Biografia
Tra i fratelli non correva comunque buon sangue, se, stando agli Annali frammentari, Auisle/Óisle, "l'ultimo quanto ad età ma primo quanto a valore, capace di superare gli Irlandesi nel lancio del giavellotto e nella lotta con la lancia e capace di superare i Norreni nel tiro con l'arco e nella lotta con la spada", era odiato da Ímar e Amlaíb.
Stando alle fonti, Ímar morì nell'anno 873.

## Discendenza
Le fonti citano almeno tre figli di Ímar dei quali è però sconosciuta la madre:
- Bard (morto 881);
- Sigfrid (morto 888);
- Sigtrygg (morto 896).

Furono tutti Re di Dublino.
Ebbe anche un nipote adottivo:
▪Sitric Cáech (morto 927),figlio ed erede del famoso re-schiavo di Northumbria Guthfrid, che divenne come i cugini adottivi un potente signore della guerra vichingo-gaelico.

### Fonti primarie
- Annali dell'Ulster
- Annali frammentari d'Irlanda
- Cogad Gáedel re Gallaib
- Cronaca degli Scoti
- Ragnars saga Loðbrókar, saga di Ragnarr, continuazione della Saga dei Völsungar, anonimo del XIII secolo.
- Ragnarssona þáttr, saga dei figli Ragnarr, anonimo del XIII secolo.

### Studi
- Downham C (2007), Viking Kings of Britain and Ireland : The Dynasty of Ívarr to A.D. 1014, Edimburgo, Dunedin Academic Press, ISBN 978-1-903765-89-0.
- Forte A, Oram R, Pedersen F (2005), Viking Empires, Cambridge University Press, ISBN 0-521-82992-5.
- Helle K [a cura di] (2003), The Cambridge History of Scandinavia. Volume 1: Prehistory to 1520, Cambridge University Press, ISBN 0-521-47299-7.
- Holman K (2007), The Northern Conquest : Vikings in Britain and Ireland, Oxford, Signal.
- Hudson BT (2005), Viking Pirates and Christian Princes: Dynasty, Religion, and Empire in the North Atlantic, Oxford.
- Jones G (1984), A History of the Vikings, ed. riv., Oxford University Press, ISBN 9780192158826.
- Ó Corráin D (1997), Ireland, Wales, Man and the Hebrides, in Sawyer P [a cura di] (1997), The Oxford Illustrated History of the Vikings, Oxford University Press, ISBN 0-19-285434-8,
- Ó Corráin D (1998), The Vikings in Scotland and Ireland in the Ninth Century, in Peritia, 12: 296–339.
- Ó Cróinín D (1995), Early Medieval Ireland 400–1200, Londra, Longman, ISBN 0-582-01565-0.
- Valante MA (2008), The Vikings in Ireland: Settlement, Trade, and Urbanization, Four Courts.
- Woolf A (2002), Age of Sea-Kings: 900-1300, in Donald O [a cura di] (2002), The Argyll Book, Edimburgo, Birlinn, pp. 94–109.
- Woolf A (2007), From Pictland to Alba, 789–1070, in The New Edinburgh History of Scotland, Edinburgh University Press, ISBN 978-0-7486-1234-5.